# Manciano
Manciano ist eine italienische Gemeinde mit 7023 Einwohnern (Stand 31. Dezember 2023) in der Provinz Grosseto der Region Toskana.

## Geografie

Lage der Gemeinde Manciano in der Provinz Grosseto

Die Gemeinde erstreckt sich über rund 372 km². Sie liegt etwa 60 km südöstlich der Provinzhauptstadt Grosseto und 160 km südlich der Regionalhauptstadt Florenz am Flüsschen Albegna. Der Ortsteil Saturnia liegt an dem historischen Römerweg Via Clodia, San Martino sul Fiora am Fluss Fiora. Manciano liegt in der klimatischen Einordnung italienischer Gemeinden in der Zone E, 2 214 GG.
Zu den Ortsteilen zählen Marsiliana (auch Marsiliana d'Albegna genannt, 32 Höhenmeter, ca. 250 Einwohner), Montemerano (303 m, ca. 440 Einwohner), Poderi di Montemerano (336 m, ca. 80 Einwohner), Poggio Capanne (auch Capanne genannt, 373 m, ca. 100 Einwohner), Poggio Murella (410 m, ca. 280 Einwohner), San Martino sul Fiora (446 m, ca. 220 Einwohner) und Saturnia (294 m, ca. 280 Einwohner). Der Hauptort selbst hat ca. 3.000 Einwohner.
Die Nachbargemeinden sind Canino (VT), Capalbio, Ischia di Castro (VT), Magliano in Toscana, Montalto di Castro (VT), Orbetello, Pitigliano, Roccalbegna, Scansano, Semproniano und Sorano.

## Geschichte
Erstmals schriftlich erwähnt wurde der Ort 973 und fiel danach in den Besitz der Aldobrandeschi aus Santa Fiora. Im Zuge der Teilung der Familienzweige der Aldobrandeschi fiel der Ort 1272 dem der Sovana zu. Im 12. Jahrhundert wurde er zuerst von Orvieto erobert und fiel danach in den Machtbereich der Baschi aus Montemerano, dann herrschten die Orsini aus Pitigliano. 1419 wurde Manciano von der Republik Siena erobert, die 1424 die Festung Rocca Aldobrandesca errichtete. 1455 fiel Manciano an die Orsini zurück, gelangte aber kurze Zeit später wieder in die Hand von Siena. Die Stadtmauern mit zwei Stadttoren (Porta di Sotto, unteres Tor, heute nicht mehr existent, und Porta Fiorella, nördliches Tor) wurden 1494 von Siena errichtet. Nach der Niederlage der Seneser Republik 1555 gegen die Republik Florenz fiel der Ort dem Herzogtum Toskana zu.
1902 fiel das Ortsarchiv einem Brand zum Opfer. Am 12. Juni 1944 wurde Manciano als erster Ort in der Toskana von den deutschen Besatzungstruppen befreit.

## Sehenswürdigkeiten

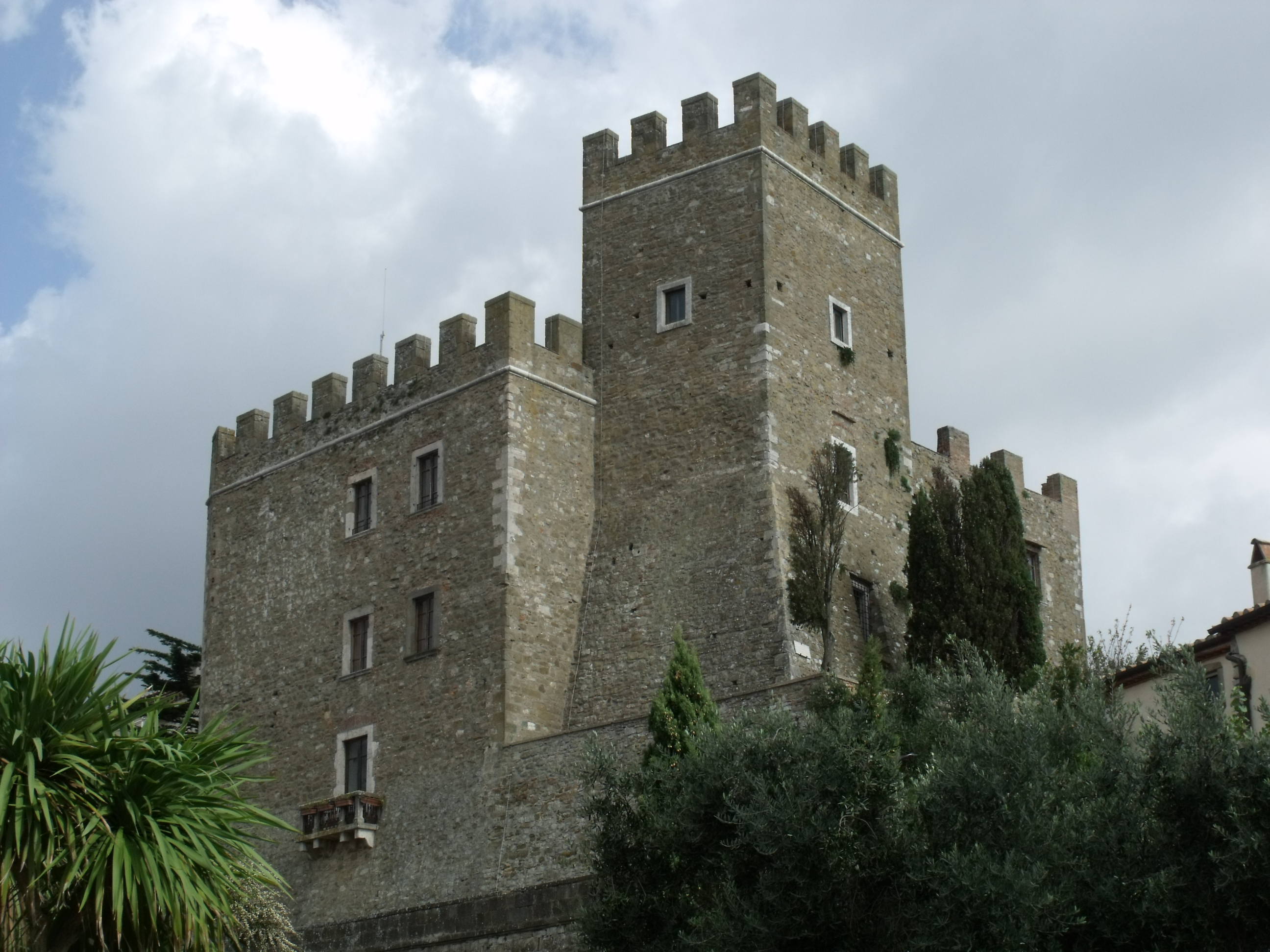
Das heutige Rathaus Rocca di Manciano

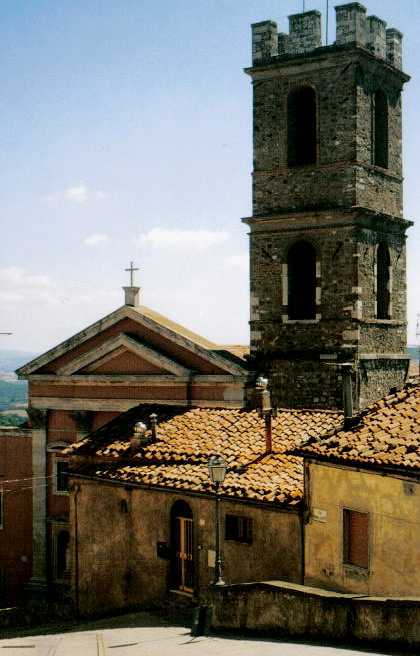
Chiesa di San Leonardo

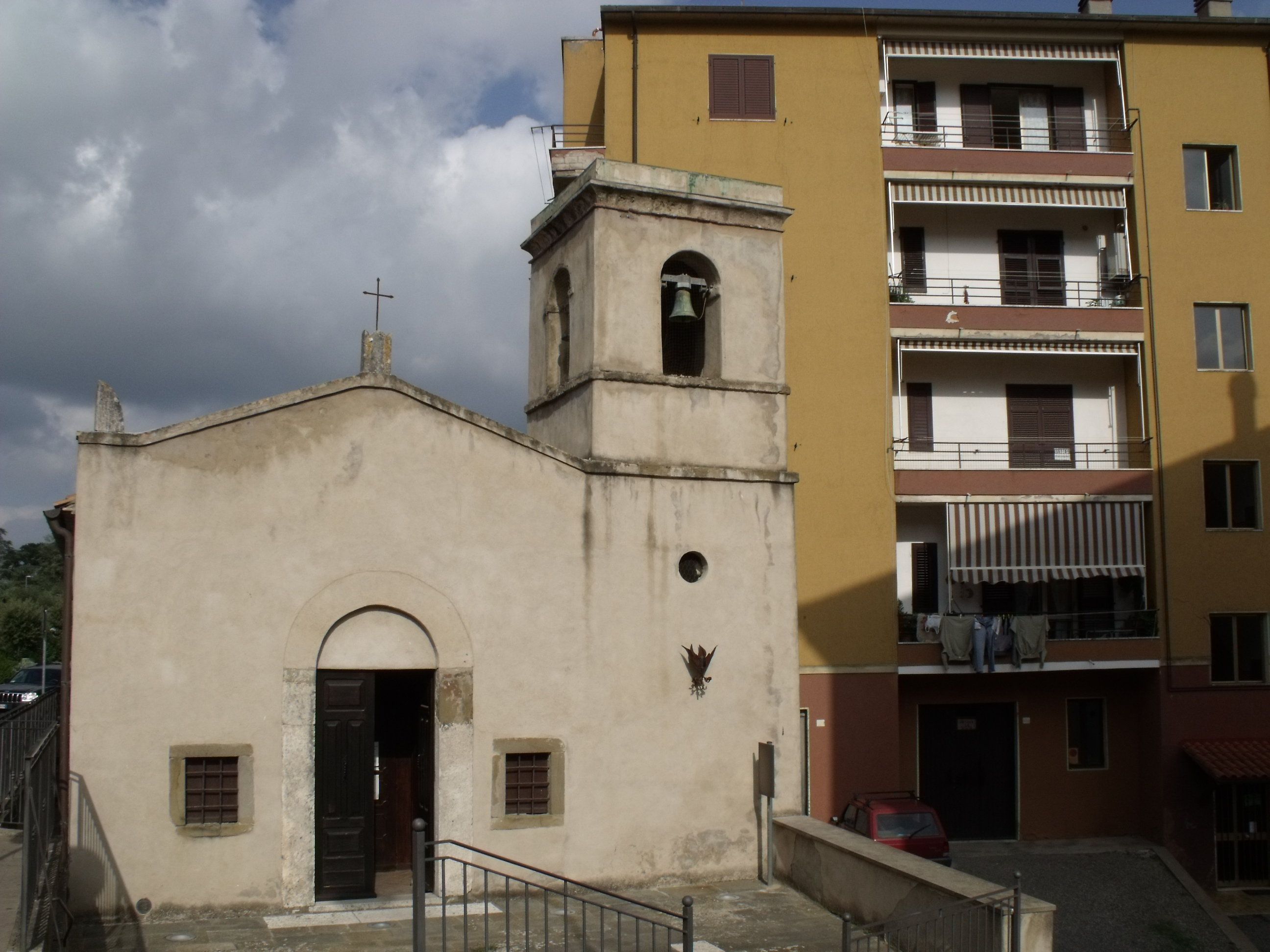
Chiesa della SS. Annunziata

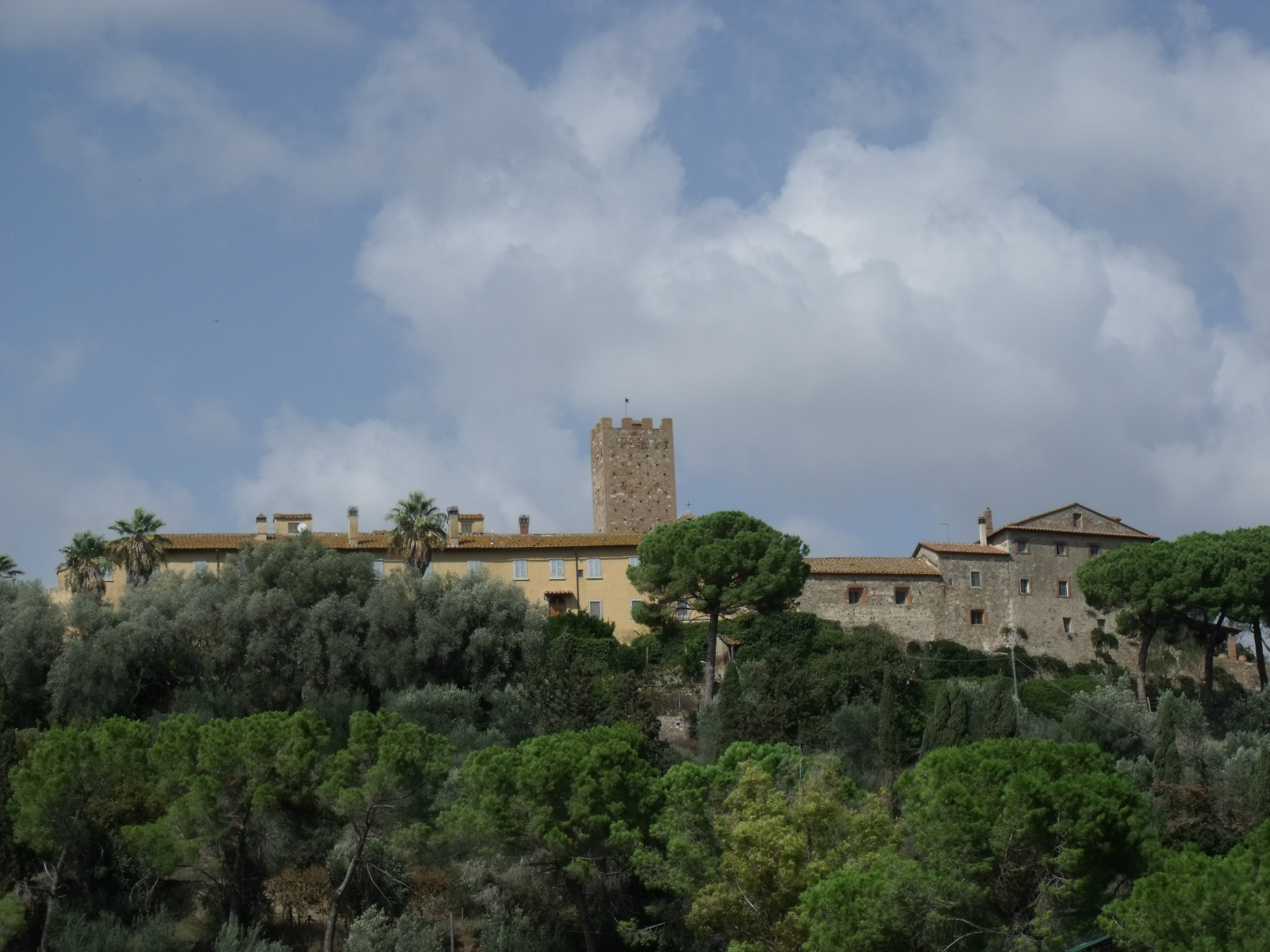
Das Castello di Marsiliana in Marsiliana

- Rocca, auch Cassero genannt, Befestigungsanlage im Ortskern, die bereits 1188 erwähnt und 1424 von Siena ausgebaut wurde.[6] Wurde von 1783 bis 1787 und 1935 restauriert.[8] Ist heute Sitz der Gemeindeverwaltung.[7]
- Rocca di Montauto, liegt ca. 6 km südöstlich vom Hauptort. Wurde erstmals im 13. Jahrhundert erwähnt und im 15. Jahrhundert von Siena eingenommen. Dabei wurden von 1469 an umfangreichen Restaurierungsarbeiten unternommen. Besteht heute nur noch als Burgruine.[8]
- Casa Aldi, Geburtshaus und Sterbeort des Malers Pietro Aldi im Ortskern (Via Curtatone). Das Haus selber entstand nach 1824. 1911 wurde das Hinweisschild angebracht.[6]
- Piazza Garibaldi, Hauptplatz unterhalb der Festung mit dem Brunnen (1913 nach Zeichnungen des Pietro Aldi entstanden), dem Denkmal des Pietro Aldi (1911 von Vincenzo Rosignoli errichtet) und dem Antico Spedale.[5]
- Porta Fiorella, einziges noch bestehendes Stadttor aus dem Stadtmauerring von 1494.[6]
- Torre dell’Orologio, Uhrturm im Ortskern. War einst Teil des Rathauses und entstand im 15. Jahrhundert unter der Seneser Herrschaft.[5]
- Chiesa di San Leonardo, Kirche im Ortskern, wahrscheinlich aus dem 17. Jahrhundert. Wurde 1932 restauriert, von hier stammt die Fassade in Travertin. Der neue Boden mit Mosaiken stammt aus dem Jahr 1954.[5] Enthält zudem das Gemälde Santo titolare[7] des lokalen Malers Paride Pascucci (* 30. Oktober 1866 in Manciano; † 1. Juli 1954 ebenda)[9]
- Chiesa della SS. Annunziata, auch Oratorio della SS. Annunziata genannt, Kirche kurz außerhalb des historischen Ortskerns. Wurde 1873 restauriert und enthält das Gemälde L’Annunciazione von Pietro Aldi sowie ein Frekso eines Seneser Künstlers aus der Mitte des 18. Jahrhunderts, ebenfalls Annunciazione genannt.[5]
- Museo di Preistoria e Protostoria della Valle del Fiora, 1985 eröffnetes Museum im Ortskern (Via Corsini).[6]
- Ospedale di Sant’Andrea, ehemaliges Hospital im Ortskern an der Piazza Garibaldi, war bis 1926 aktiv. Ist heute Sitz der Compagnia della Misericordia.[6]
- Castello di Scerpena, liegt ca. 3 km südlich vom Hauptort und wurde 1161 erstmals schriftlich erwähnt in einem Dokument von Papst Alexander III. als Besitz des Klosters Tre Fontane. Ging dann an Ugolino da Scarpena und wurde 1274 den Aldobrandeschi aus Santa Fiora zugesteilt. Unterwarf sich 1339 Siena, die das Castello 1394 zerstörten. Der Turm aus dem 12. Jahrhundert ist bis heute erhalten geblieben.[8]
- Castello di Scarceta, auch Castellaccio del Pelagone genannt, liegt ca. 4 km südöstlich vom Hauptort. War Teil des vorgeschobenen Verteidigungsrings von Manciano und wurde im 15. Jahrhundert aufgegeben. Existiert heute nur noch als Burgruine.[8]
- Castello di Stachilagi, auch La Castellaccia genannt, Burgruine und Kloster (Monastero della Selva) aus dem Besitz des Klosters Tre Fontane. Liegt ca. 6 km südöstlich vom Hauptort.[8]
- Castello di Marsiliana, Befestigungsanlage im Ortsteil Marsiliana ca. 15 km südwestlich. Wurde 1161 erstmals schriftlich erwähnt in einem Dokument von Alexander III. als Besitz des Klosters Tre Fontane. Ging dann am Anfang des 13. Jahrhunderts in den Besitz der Aldobrandeschi über und 1339 an Siena. Diese vergaben den Ort 1375 an die Familie der Baschi aus Montemerano, zerstörten aber sieben Jahre später die Festung aufgrund von Differenzen mit den Baschi. Siena begann 1532 mit der weiteren Nutzung der Festung und gab sie an Baldassare Peruzzi, der sie elf Jahre betreute. 1551 fiel sie zuerst an den Stato dei Presidi und dann an Florenz und die Medici. Seit dem Ende des 18. Jahrhunderts ist das Castello im Besitz der Corsini aus Florenz, die den Gebäudekomplex zwischen 1897 und 1901 umbauten[8]

## Gemeindepartnerschaften
- Nyons, Region Auvergne-Rhône-Alpes in Frankreich

## Söhne und Töchter der Gemeinde
- Pietro Aldi (1852–1888), Maler
- Angiolo Gabrielli (1894–1973), Radrennfahrer
- Massimiliano Lelli (* 1967), Radrennfahrer